# مسابقات قهرمانی فوتبال ساحلی جهان
مسابقات قهرمانی فوتبال ساحلی جهان (Beach Soccer World Championships) یک رقابت فوتبال ساحلی بود که توسط BSWW و با حضور تیم‌های ملی فوتبال ساحلی کشورهای جهان برگزار می‌شد.
این مسابقات در سال ۱۹۹۵ میلادی راه‌اندازی شد و به صورت سالانه برگزار می‌شد اما سال ۲۰۰۴ برگزاری این مسابقات متوقف شد و مسابقات جام جهانی فوتبال ساحلی در سال ۲۰۰۵ جایگزین این رقابتها شد. برزیل با ۹ قهرمانی پرافتخارترین تیم در این مسابقات بود.